# Doľany, Pezinok
Doľany este o comună slovacă, aflată în districtul Pezinok din regiunea Bratislava. Localitatea se află la altitudinea de 251 m deasupra n.m., se întinde pe o suprafață de 22,54 km2 și în 2017 număra 1.076 de locuitori.

## Istoric
Localitatea Doľany este atestată documentar din 1390.

## Demografie
| An:                | 1994 | 2004   | 2014   | 2024   |
| ------------------ | ---- | ------ | ------ | ------ |
| Număr de persoane: | 1019 | 1022   | 1082   | 1070   |
| Diferență:         |      | +0,29% | +5,87% | −1,10% |

| An:                | 2023 | 2024   |
| ------------------ | ---- | ------ |
| Număr de persoane: | 1077 | 1070   |
| Diferență:         |      | −0,64% |